# 지하세계 (영화)
지하세계(Les Bas-Fonds, The Lower Depths)는 프랑스에서 제작된 장 르누아르 감독의 1936년 영화이다. 장 가뱅 등이 주연으로 출연하였다.

## 출연

### 주연
- 장 가뱅

### 조연
- 루이 주베
- 블라디미르 소콜로프
- 제니 홀트
- 로베르 르 비강
- 르네 게닌
- 레옹 라리베

## 제작진
- 세트: 허거 로랑
- 세트: 유진 로리

## 같이 보기
- 밑바닥 (영화)
- 프랑스 영화